# Nunataki Ryleeva
Nunataki Ryleeva är en nunatak i Antarktis. Den ligger i Östantarktis. Norge gör anspråk på området. Toppen på Nunataki Ryleeva är 1 540 meter över havet.
Terrängen runt Nunataki Ryleeva är platt åt nordväst, men åt sydost är den kuperad. Trakten är glest befolkad. Närmaste befolkade plats är Troll research station, 16,2 kilometer nordost om Nunataki Ryleeva.